# Dipartimento di Koungheul
Il dipartimento di Koungheul (fr. Département de Koungheul) è un dipartimento del Senegal, appartenente alla regione di Kaffrine. Il capoluogo è la cittadina di Koungheul.
Il dipartimento è il maggiore per dimensione della regione di Kaffrine, della quale occupa l'intera parte centro-orientale.
Il dipartimento di Koungheul comprende 1 comuni (il capoluogo Koungheul) e 3 arrondissement, a loro volta suddivisi in 8 comunità rurali.
- Ida Mouride
- Lour Escale
- Missira Waddene